# Charles Wirgman
Charles Wirgman (31 août 1832 - 8 février 1891) est un caricaturiste et illustrateur anglais.
Il est le fils ainé de Ferdinand Charles Wirgman (1806-57) et le frère de Theodore Blake Wirgman (en).
Wirgman arrive au Japon en 1861 comme correspondant du Illustrated London News. Il réside à Yokohama jusqu'à sa mort. Il publie le premier magazine au Japon, le Japan Punch, un mensuel publié de 1862 au printemps 1887. Ce magazine humoristique, voire satirique, est illustré des caricatures et dessins de Wirgman. Deux ans plus tard, le consul de Prusse Rodolphe Lindau créera le Japan Times, également en anglais[réf. nécessaire].
Wirgman s'associe au fameux photographe Felice Beato de 1864 à 1867. Wirgman produit des illustrations inspirées des photographies de Beato et inversement Beato photographie des œuvres de Wirgman.
Wirgman exerce également une activité d'enseignant des techniques occidentales de dessin et de peinture à un grand nombre d'artistes japonais, dont notamment le créateur d'estampes ukiyo-e Kobayashi Kiyochika.
Il accompagne le diplomate Sir Ernest Satow dans un certain nombre de voyages à l'intérieur du Japon comme le mentionne l'ouvrage de Satow Diplomat in Japan.
Il est à l'origine, avec l'artiste français Georges Ferdinand Bigot au parcours comparable, de la caricature sociale et politique au Japon et fait partie, comme Bigot, des pères fondateurs des mangas modernes.
La tombe de Wirgman se trouve au cimetière international de Yokohama.